# Pradiers
Pradiers es una población y comuna francesa, situada en la región de Auvernia, departamento de Cantal, en el distrito de Saint-Flour y cantón de Allanche.

## Administración
| Periodo                                      | Identidad |
| marzo de 2001 \| reelegido en marzo del 2008 |           |

## Demografía
| 270 | 209 | 174 | 134 | 117 | 111 |
| Para los censos de 1962 a 1999 la población legal corresponde a la población sin duplicidades (Fuente: INSEE [Consultar]) |     |     |     |     |     |